# Transorma Briefsortiermaschine
Die Transorma Briefsortiermaschine (TranSorMA) war die erste Großanlage zur Postsortierung, welche durch Werkspoor, ein niederländisches Unternehmen aus dem Eisenbahnbau, gebaut und u. a. von Pitney Bowes vertrieben wurde. Der Name ist ein Akronym für „TRANsport and SORting, Marchand and Andriessen“, letztere sind die Namen der beiden Erfinder. Die erste Vorstellung der Anlage erfolgte 1927 in den Niederlanden, die erste Inbetriebnahme im „Produktionsbetrieb“ erfolgte 1930 in Rotterdam. Weitere Anlagen wurden in anderen niederländischen Städten, in Brighton (Großbritannien) und Rio de Janeiro aufgestellt. Die weitere Entwicklung wurde durch die deutsche Besetzung der Niederlande im Zweiten Weltkrieg unterbrochen, die beiden 1942 in Berlin-Steglitz und Mönchengladbach aufgestellten Maschinen sind aus den Niederlanden umgesetzte Maschinen, also Kriegsbeute.
Nach dem Zweiten Weltkrieg wurden einige Exemplare in Belgien, Argentinien und Venezuela, sowie weitere Exemplare in Brasilien aufgestellt. Ein längeres Experiment fand 1949/1950 in Linköping und Norrköping in Schweden statt, eine Maschine wurde in Petersborough (Kanada) und eine weitere in Silver Spring, Maryland (USA), aufgestellt.
Das Museum voor Communicatie in Den Haag zeigte seit 1981 eines der niederländischen Exemplare dieser Briefsortiermaschine.